# Aysenia elongata
Aysenia elongata là một loài nhện trong họ Anyphaenidae.
Loài này thuộc chi Aysenia. Aysenia elongata được miêu tả năm 1902 * bởi Albert Tullgren.